# Thurston, Ohio
Thurston là một làng thuộc quận Fairfield, tiểu bang Ohio, Hoa Kỳ. Năm 2010, dân số của làng này là 604 người.

## Dân số
- Dân số năm 2000: 555 người.
- Dân số năm 2010: 604 người.